# Alt Comissariat de les Nacions Unides per als Refugiats
L'Alt Comissariat de les Nacions Unides per als Refugiats (ACNUR) —en anglès, United Nations High Commissioner for Refugees (UNHCR)— és un organisme dependent de les Nacions Unides encarregat de protegir els refugiats i desplaçats per persecucions o conflictes; així com promoure solucions duradores a la seva situació, mitjançant el reassentament voluntari en el seu país d'origen o en el d'acollida.

## Creació de l'ACNUR
Fou creada per una resolució de l'Assemblea General de Nacions Unides el 14 de desembre de 1950, amb seu a la ciutat de Ginebra, Suïssa. Va iniciar les seves funcions l'1 de gener de 1951, amb l'objectiu d'ajudar a restablir els refugiats europeus que encara estaven sense llar a conseqüència de la Segona Guerra Mundial.
Des d'aleshores, aquest organisme no ha deixat de treballar per a satisfer les necessitats cada vegada més grans dels refugiats i persones desplaçades en el món; i va rebre en dues ocasions, els anys 1954 i 1981, el Premi Nobel de la Pau. El 1991 rebé el Premi Príncep d'Astúries de Cooperació Internacional.
El nombre de persones que són objecte de preocupació per a l'ACNUR ha augmentat considerablement, al mateix temps que s'ha accentuat la complexitat del problema del desplaçament forçat.

## Antecedents històrics
L'any 1922, Fridtjof Nansen fou nomenat alt comissionat per als Refugiats per part de la Lliga de Nacions.
Entre 1943 i 1949, es creà la United Nations Relief and Rehabilitation Administration ("Administració d'Ajuda i Rehabilitació de les Nacions Unides"), una organització encarregada d'ajudar els refugiats de la Segona Guerra Mundial. La utilització del terme "Nacions Unides" no fa referència a l'ONU, sinó als països aliats del conflicte.
Entre 1946 i 1952, tingué lloc la creació de la International Refugee Organization (l' "Organització Internacional dels Refugiats"), agència especialitzada creada per les Nacions Unides.
La Convenció sobre l'Estatut dels Refugiats de 1951 va definir el concepte de refugiat i va establir el tractament que han de rebre; i el Protocol de 1967 va unificar diverses resolucions addicionals per ampliar el marc d'actuació de l'ACNUR i els països adherits.

## Llista dels alts comissionats

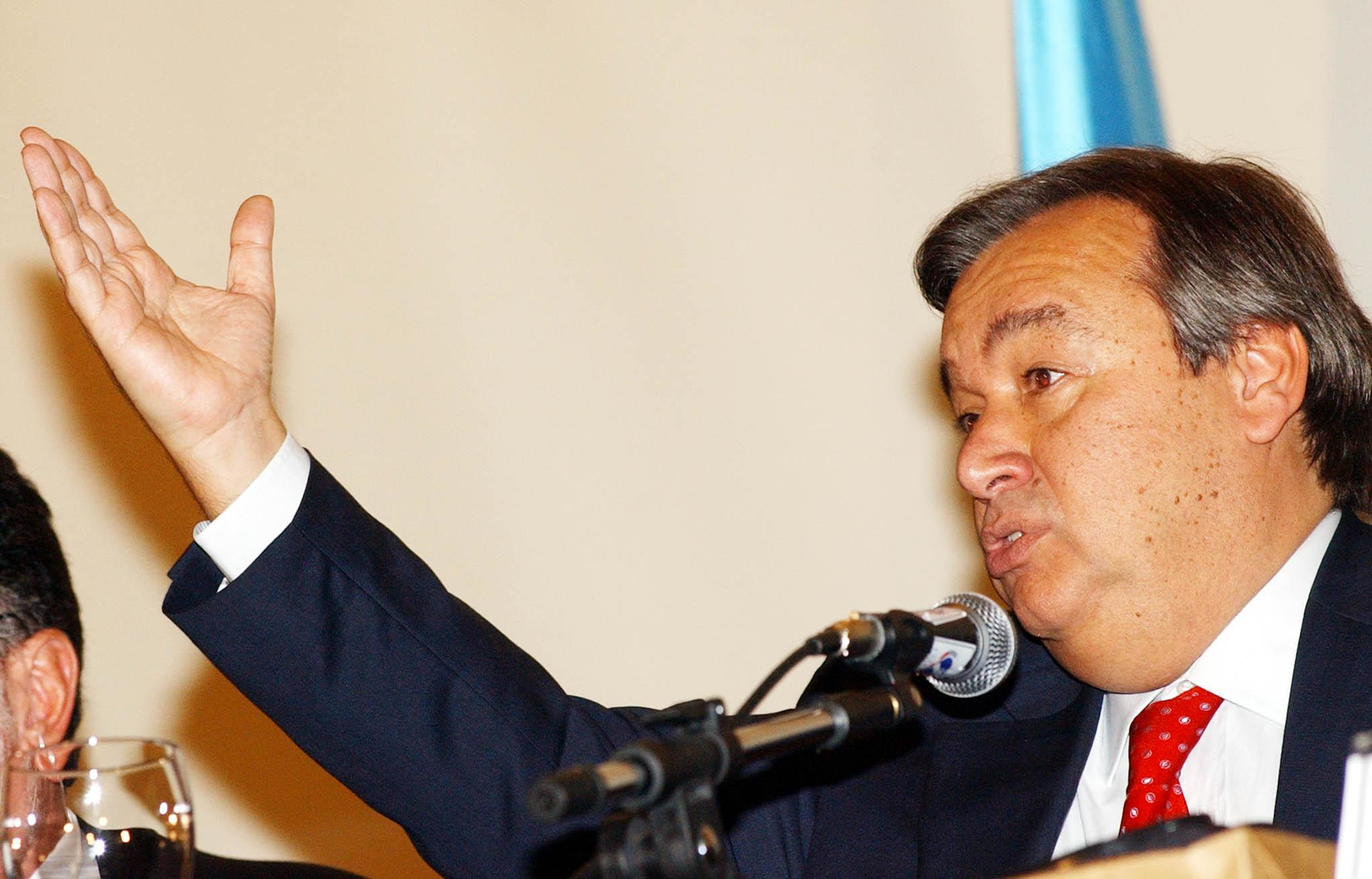
António Guterres, actual Alt Comissionat de les Nacions Unides per als Refugiats

- 1951-1956: Douglas Luengo
- 1956-1960: Auguste R. Lindt
- 1960-1965: Félix Schnyder
- 1965-1977: Sadruddin Aga Khan
- 1978-1985: Poul Hartling
- 1986-1989: Jean-Pierre Hocké
- 1990: Thorvald Stoltenberg
- 1990-2000: Sadako Ogata
- 2001-2005: Ruud Lubbers
- 2005: Wendy Chamberlain
- 2005-present : António Guterres

## Estadístiques de l'ACNUR
Segons les dades de l'ACNUR del 2019, i revisant els últims 20 anys:
| Refugiats (incloses situacions similars a refugiats) Sol·licitants d’asil (casos pendents) Refugiats retornats Persones desplaçades internament (PDI) | PDI retornades Persones sense estat Altres desplaçats forçats |